# Паршутин, Иван Ильич
Иван Ильич Паршутин (18 ноября 1922, дер. Красная Поляна, Орловская губерния — 9 сентября 1980, Москва) — участник Великой Отечественной войны, полный кавалер Ордена Славы.

## Биография
Родился в семье крестьянина. Русский. Окончил 7 классов, школу ФЗУ в 1939 г. Работал наладчиком токарных станков на заводе в Москве.
В Красной Армии с ноября 1941, в боях Великой Отечественной войны — с декабря 1941 года. В 1943 году вступил в ВКП(б).
Командир расчёта 76-мм пушки 125-го гвардии стрелкового полка (43-я гвардейская стрелковая дивизия, 22-я армия, 2-й Прибалтийский фронт) гвардии сержант Паршутин с подчиненными 14.01.1944 г. у д. Насва (Новосокольнический район Псковской области) огнём из орудия уничтожил 2 дзота, пулемёт и группу пехоты противника. 28.01.1944 г. награждён орденом Славы 3 степени.
2.8.1944 г. северо-восточнее населенного пункта Крустпилс (ныне пос. Спуньгены, Екабпилсский район, Латвия), находясь в боевых порядках стрелковых подразделений, прямой наводкой вывел из строя вражеское орудие и пулеметную точку, чем содействовал успеху продвижения нашей пехоты. 31.8.1944 г. награждён орденом Славы 2 степени.
Командир огневого взвода того же полка Паршутин 24-26.12.1944 г. в бою в 12.5 км севернее г. Добеле (Латвия) выкатил орудие на открытую позицию, прямой наводкой отразил 6 контратак противника, уничтожил пушку, подбил штурмовое орудие, вывел из строя 8 огневых точек, истребил свыше взвода пехоты неприятеля. 29.6.1945 г. награждён орденом Славы 1 степени.
После войны продолжал службу в армии. В 1946 г. окончил высшие офицерские курсы «Выстрел». С 1961 г. майор Паршутин в запасе. Окончил Московский машиностроительный институт в 1967 г. Работал инженером на 1-м Государственном подшипниковом заводе в Москве.
Награждён орденом Красной Звезды, медалями.
Умер 9 сентября 1980 года. Похоронен на Кузьминском кладбище.